# 陵洞
陵洞（：／ Neung dong */?）是首爾廣津區的行政區域，面積約1.10平方公里，為其中一個法定洞。

## 概述
根據大教堂的方向而有不同名稱：位於教堂北、南和西的村莊分別稱為北村、南村和西村。

## 交通

### 鐵路
首爾交通公社
- ●首都圈電鐵5號線：君子站（陵洞）
- ●首爾地鐵7號線：君子站（陵洞）

## 當地名人
- 韓國創作歌手IU